# Bernard Tomšič
Bernard Tomšič, slovenski učitelj in književnik, * 26. april 1811, Videm, Dobrepolje, † 24. maj 1856, Vinica.

## Življenje in delo
Bernard Tomšič, polbrat Emanuela Tomšiča je  v letih 1823−1829 obiskoval gimnazijo v Novem mestu in po končani šoli odšel na Trsat k frančiškanom; kmalu je izstopil ter 1830 opravil pripravljalni učiteljski tečaj v Ljubljani, 1831 bil pomočnik pri očetu na šoli v Trebnjem, nato pisar pri komendi nemškega viteškega reda v Črnomlju, učitelj v Mirni Peči in od 30. novembra 1836 stalni učitelj v Vinici.
Pesmi, povesti in poučne sestavke je najprej pisal v nemščini. Najpomembnejši so opisi ljudskih navad o kresovanju, ženitovanjih in pogrebih v Vinici. Kasneje je v nemščini in slovenščini  sestavljal prigodnice in voščila. Slovenske pesmi je začel 1843 pošiljati v Kmetijske in rokodelske novice značilna je prva Jek novic od pokrajne (1843), kjer pozdravlja začetek izhajanja Novic; nato v Vodnikovem duhu zloženi dvogovor Gorenci-Dolenci (1845) in sonet Prošnja učiteljev (1848), kjer kliče državnim poslancem, naj pomagajo učiteljskemu stanu in druge  pesmi. Objavljal je po Valvasorju povzeto povest v verzih Boj pri Vudački (1855). L. 1845 je napisal veseloigro v 3 dejanjih Lahkoverni (izdal sin Ljudevit, 1864), leta 1852 pa po  Kotzebueju priredil enodejanko Ravni pot najboljši pot.